# Šiho Kanedaová
Šiho Kanedaová (japonsky 金田 志保, * 11. března 1965) je bývalá japonská fotbalistka.

## Reprezentační kariéra
Za japonskou reprezentaci v roce 1981 odehrála 4 reprezentační utkání. Byla členkou japonské reprezentace i na Mistrovství Asie ve fotbale žen 1981.

## Statistiky
| Japonsko | Japonsko | Japonsko |
| Roky     | Záp.     | Góly     |
| -------- | -------- | -------- |
| 1981     | 4        | 0        |
| Celkem   | 4        | 0        |